# 奇克·蒂博尔
奇克·蒂博尔（匈牙利語：Csík Tibor，1927年9月2日—1976年6月22日），匈牙利男子拳击运动员。他曾代表匈牙利参加1948年夏季奥林匹克运动会拳击比赛，获得男子54公斤级金牌。